# SPICY BOX
『SPICY BOX』（スパイシー ボックス）は、加藤和樹の4枚目のミニ・アルバムである。

## 概要
- リリースに先駆けて、2018年8月23日より「I'll be there」、2018年9月20日より「Myself」がiTunes Store・レコチョク等にて先行配信された
- 通常盤と初回限定盤の2種類がある。初回限定盤には「Myself」のミュージックビデオ・メイキング映像を収録したDVD付き。[1]
- 本人作詞作曲のうち「I'll be there」はフランケンシュタインから、「to you」はレディ・ベスからと、それぞれ自身が出演したミュージカル作品からのインスピレーションを受け作成された。[2]

## 収録曲
1. con・fu・sion～心の叫び～
作詞：末永茉己　作曲/編曲：野井洋児
2. Myself　
作詞：浦島健太　作曲/編曲：山元祐介
※TBS系「谷原章介の25時ごはん」10月度 エンディングテーマ
3. Heart Beat
作詞：加藤和樹　作曲/編曲：山元祐介
4. 君はFragile
作詞/作曲/編曲：渡辺和紀
5. I'll be there
作詞/作曲：加藤和樹　編曲：清水哲平
6. to you
作詞/作曲：加藤和樹　編曲：増田武史